# 尼亚多趾虎属
尼亚多趾虎属（学名：Mniarogekko）是澳洲蜥虎科的一属。

## 下属物种
本属包括以下物种：
- Mniarogekko chahoua (Bavay, 1869)
- Mniarogekko jalu Bauer, Whitaker, Sadlier & Jackman, 2012